# كواكو كاريكاري
كواكو كاريكاري (بالإنجليزية: Kwaku Karikari)‏ هو لاعب كرة قدم غاني، ولد في 25 مارس 2002 في غانا.